# Latakia Sports City
Latakia Sports City – kompleks sportowy w mieście Latakia w Syrii, który powstał na igrzyska śródziemnomorskie w roku 1987. 

## Historia
W 1983 roku Ośrodek Olimpijski w Lataki ogłosił konkurs na projekt kompleksu złożonego ze stadionu, zespołu basenów pływackich, hal sportowych oraz infrastruktury. Konkurs na projekt wielofunkcyjnego stadionu dla 45 000 widzów wraz ze stadionem treningowym wygrali architekci Wojciech Zabłocki, Andrzej Ryba. Konstruktorem obiektu był Wiktor Humięcki. Na stadionie trybuny usypano z ziemi. Jedna z nich została przykryta dachem wspartym na 240-metrowym łuku. Projektantami hal sportowych, w tym dla 5000 widzów na zawody koszykarskie, hala do piłki ręcznej dla 1500 widzów i siatkówki dla 800 widzów zostali wybrani Wojciech Zabłocki, Aslan Arslan, a konstruktorami byli Wiktor Humięcki, Samir Zarak. Projekt basenów opracowali Jacek Kwieciński, Wojciech Zabłocki, a konstruktorem został Samir Zarak. Obiekt został przygotowany na X Igrzyska Śródziemnomorskie, które odbyły się w dniach 10-23 września 1987 roku. 
W skład kompleksu wchodzą cztery hale sportowe z czego największa może pomieścić 5000 widzów, wielofunkcyjny stadion z ok. 45000 miejsc siedzących, szereg basenów, klub jachtowy oraz hotele.